# Zablaće (Šabac)
Pour les articles homonymes, voir Zablaće.
Zablaće (en serbe cyrillique : Заблаће) est un village de Serbie situé sur le territoire de la ville de Šabac, district de Mačva. Au recensement de 2011, il comptait 563 habitants.

## Histoire

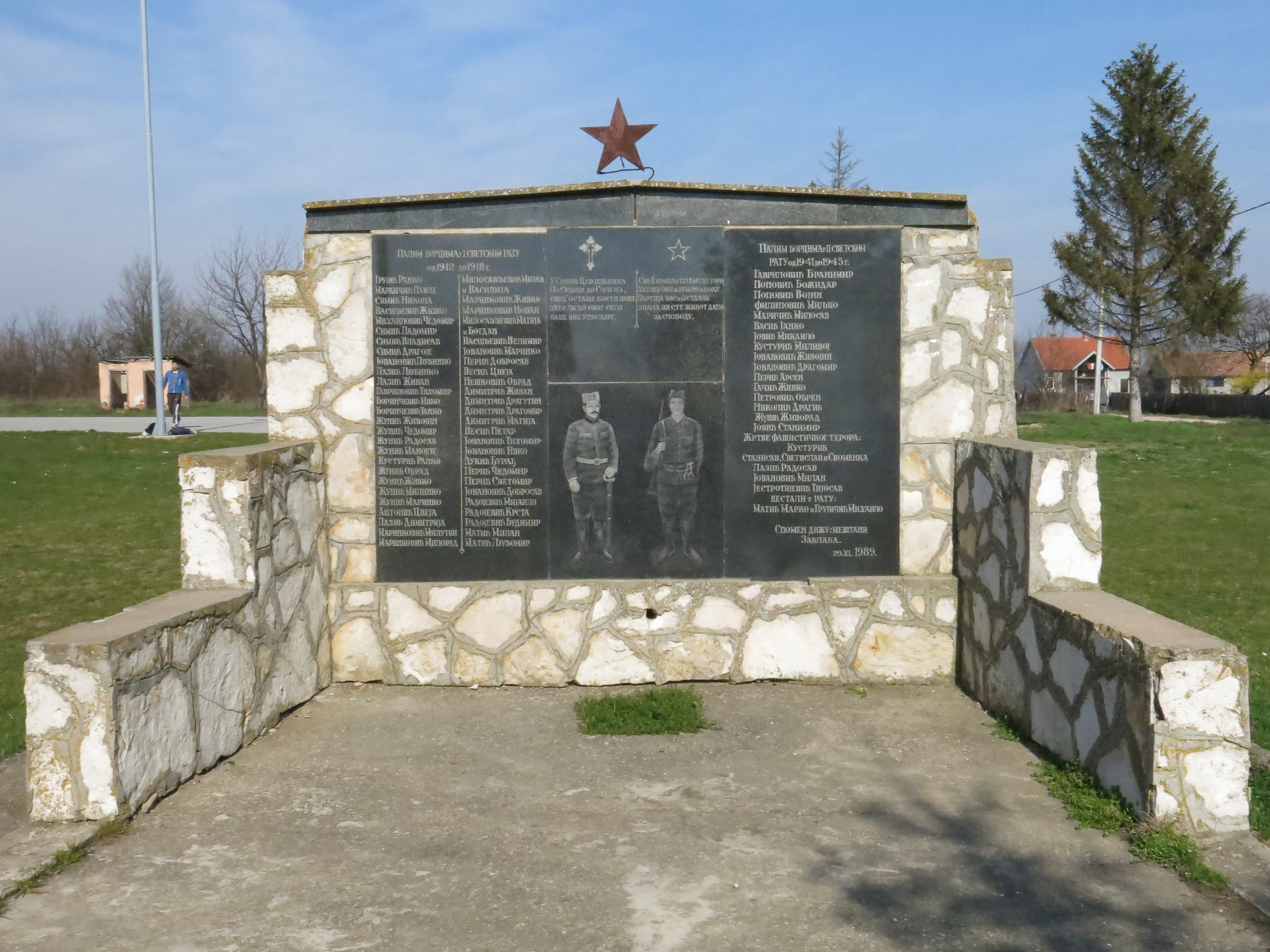
Monument aux morts de la Seconde Guerre mondiale

## Démographie

### Évolution historique de la population
| 1948 | 1953 | 1961 | 1971 | 1981 | 1991 | 2002 | 2011 |
| ---- | ---- | ---- | ---- | ---- | ---- | ---- | ---- |
| 824  | 871  | 891  | 844  | 793  | 748  | 674  | 563  |

|  |